# Trixoscelis coei
Trixoscelis coei är en tvåvingeart som först beskrevs av Joseph Charles Bequaert 1960.  Trixoscelis coei ingår i släktet Trixoscelis och familjen myllflugor. Inga underarter finns listade i Catalogue of Life.